# 禮修村
禮修村（英語：Fraser Village），是一條位於香港新界元朗區大旗嶺的新村，坐落於大棠路和大樹下西路交界，建於1961年。禮修村並非原居民村，亦沒有加入任何鄉事委員會。

## 歷史
自1950年代起，元朗市發展令人口急增。1960年，十八鄉鄉事委員會主席周自重等人發起向政府申請在市郊大旗嶺大棠路旁的一片耕地興建廉價屋，並以非牟利、分期付款方式出售，以滿足住屋需求。廉價屋由周自重擁有的元朗合利公司負責興建，並經一眾元朗鄉紳、殷商包括古道誠（誠興建築東主）、鄭煜文（恒香老餅家創辦人之一）、鄭海泉（恒香老餅家股東）、李南新等人募捐建築費用。

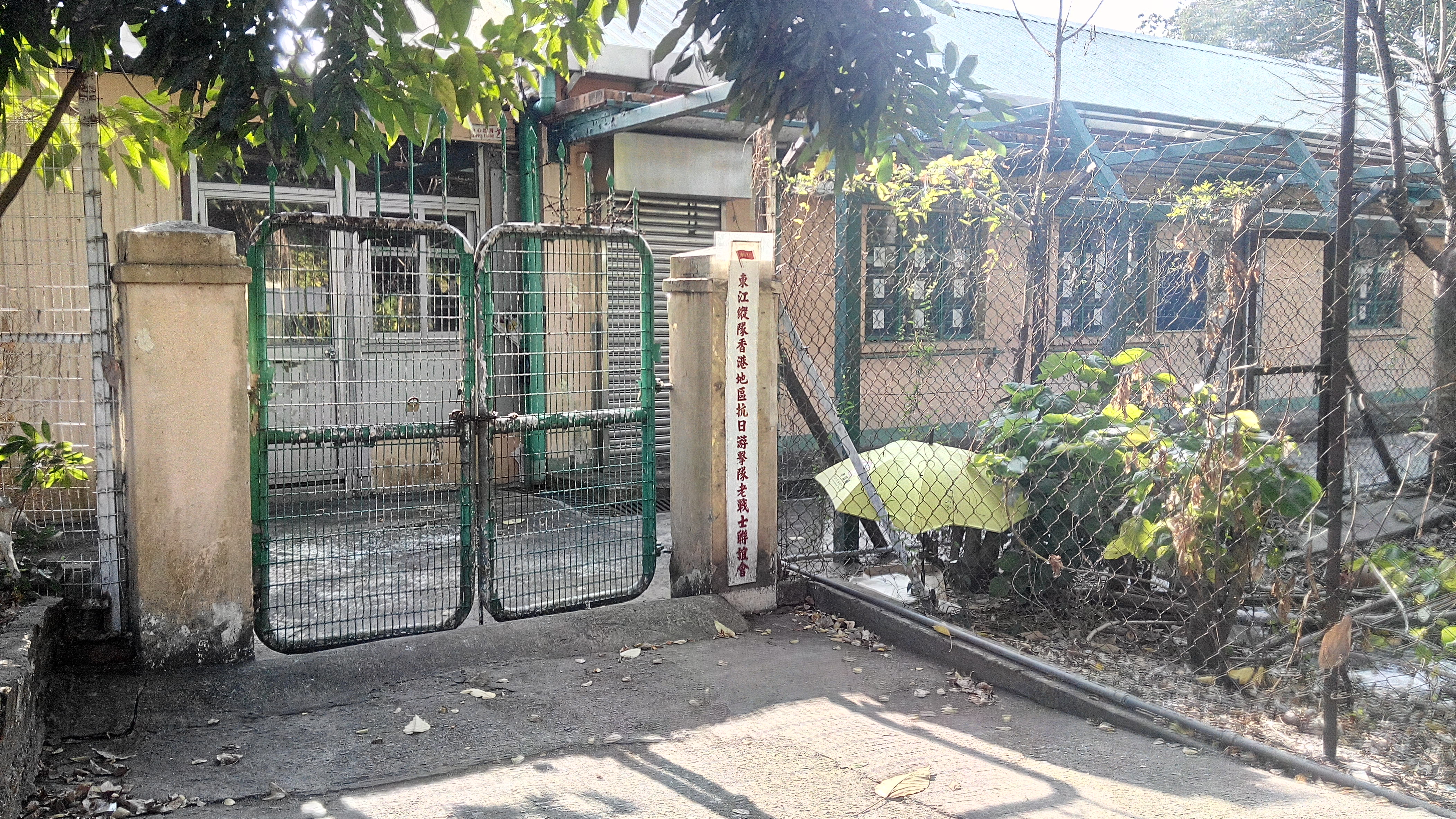
志貞學校

新村於1961年落成入伙，命名為禮修村，以鳴謝元朗理民官符禮修對元朗發展作出的貢獻。禮修村村內建有七排共50多棟樓高兩層的平房，分為350呎和300呎兩種面積，平房地下是客廳和廚房，閣樓是睡房。村口建有牌坊，刻上「禮修村」三字和載有建村碑誌。禮修村入伙時有約1,000名居民，村務由「禮修村村民辦事處」管理。約1970年，志貞學校從元朗新墟泰豐街遷到禮修村旁，2005年結束辦學。1977年，禮修村有60多戶共約300名居民。禮修村裡原設有不少商店，現時只有大棠路旁仍有少量商店營業。

## 近年發展

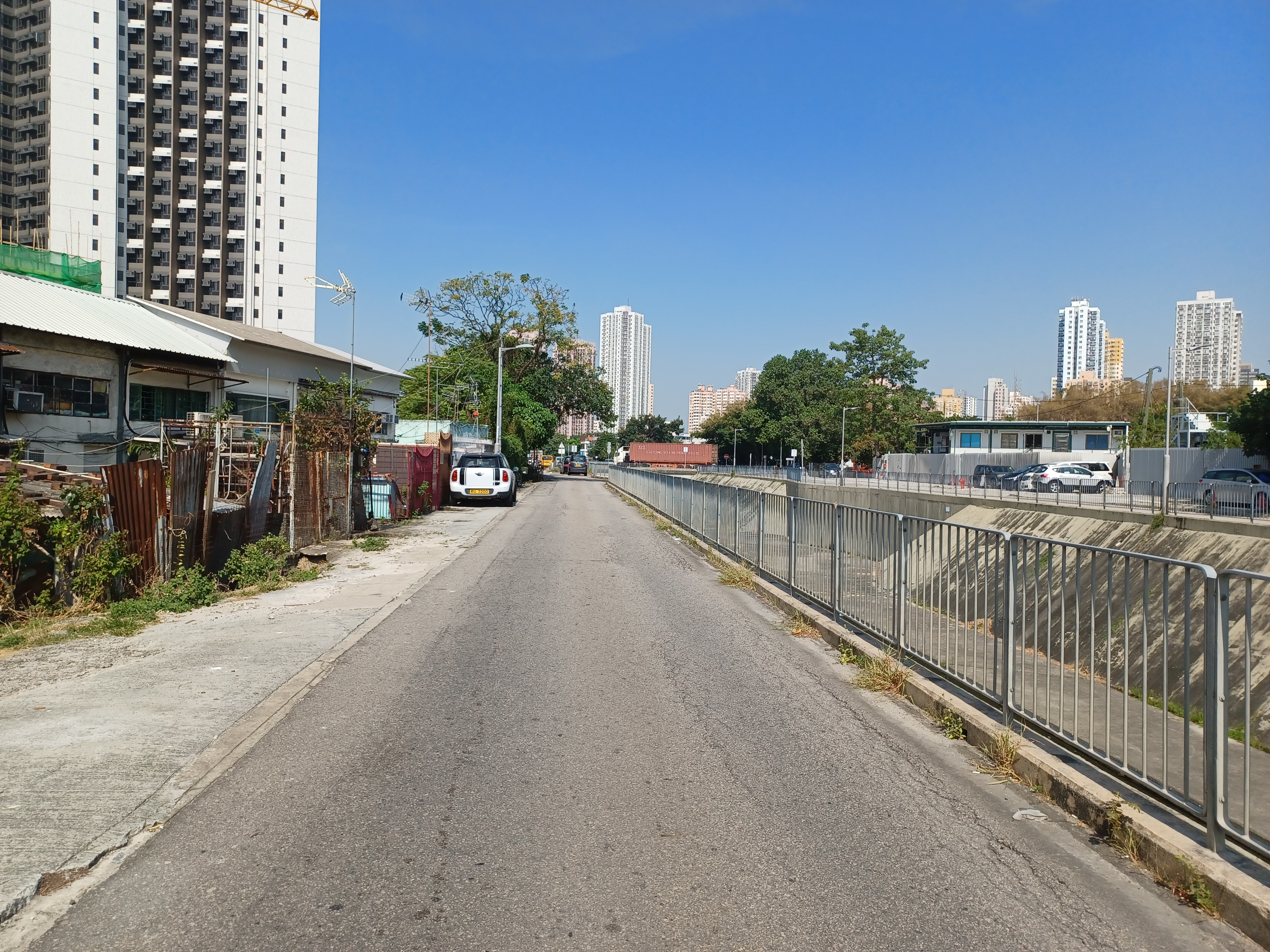
大樹下西路禮修村段

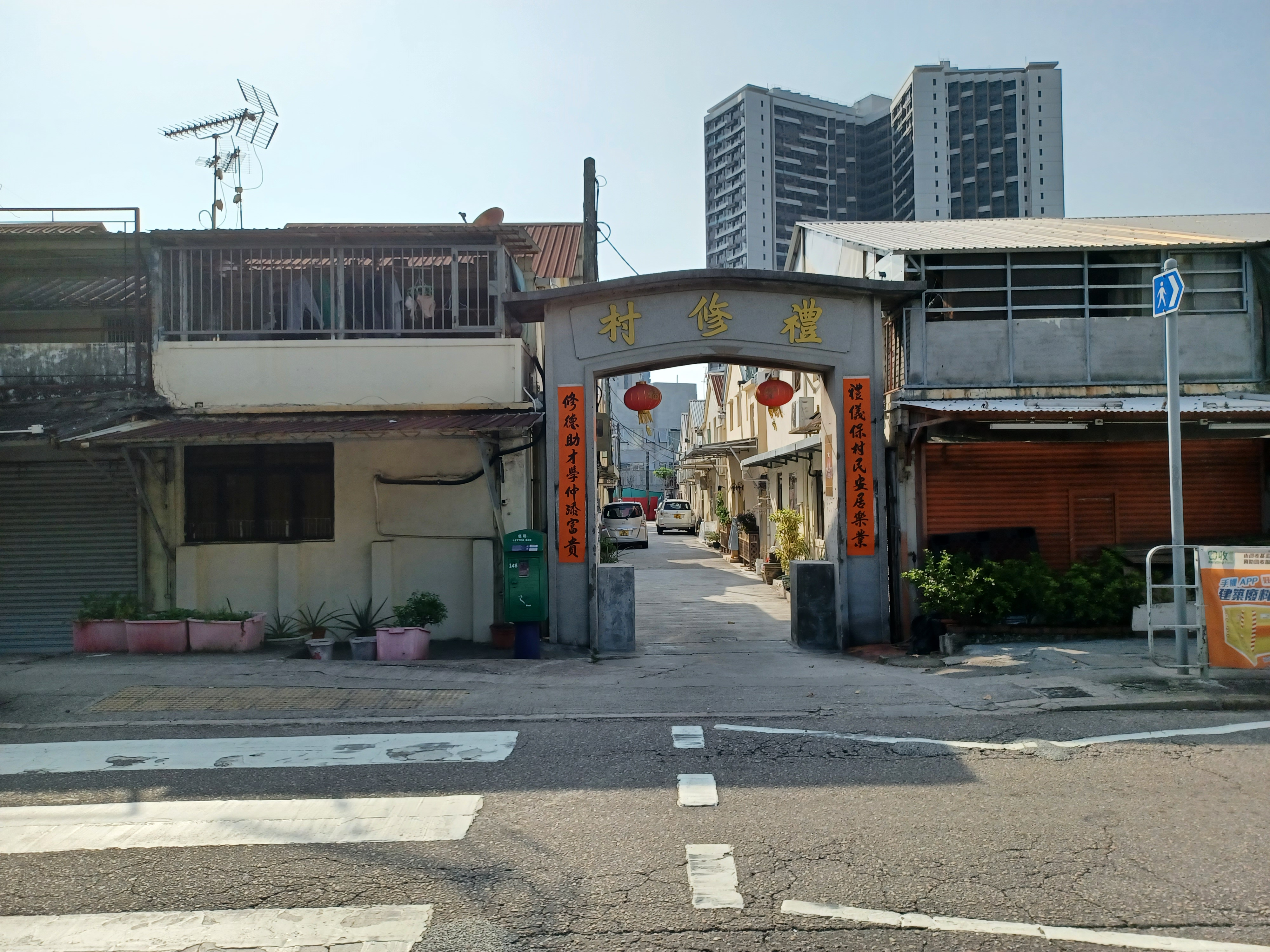
禮修村牌坊

2013年，有發展商在禮修村以西地段興建16間獨立洋房，並曾將屋苑命名為「Fraser Village」。屋苑興建多時仍未完工。2021年，此爛尾樓項目於以9,400萬元售出，現時新業主已將獨立屋全部拆卸。

## 外部連結
- 禮修村記錄影片 （页面存档备份，存于）
- 跑遊元朗 (23) － 禮修村 Fraser Village （页面存档备份，存于）